# Oostvoorne
Oostvoorne (51° 55′ N, 4° 06′ L) é uma cidade dos Países Baixos, na província de Holanda do Sul. Oostvoorne pertence ao município de Westvoorne, e está situada a 9 km, a norte de Hellevoetsluis.
Em 2001, a cidade de Oostvoorne tinha 5403 inhabitants, the built-up área of the town was 1.9 km², e tem 2274 residências. 
A área de Oostvoorne, que também inclui as partes periféricas da cidade, bem como a zona rural circundante, tem uma população estimada em 7270 habitantes.